# هارتفورد، ورمونت
هارتفورد (به انگلیسی: Hartford) یک منطقهٔ مسکونی در ایالات متحده آمریکا است که در شهرستان وینزر، ورمانت واقع شده‌است.
 هارتفورد ۱۱۸٫۹ کیلومتر مربع مساحت و ۹٬۹۵۲ نفر جمعیت دارد و ۲۳۲ متر بالاتر از سطح دریا واقع شده‌است.